# Långsjön (Nacka socken, Södermanland)
Långsjön är en sjö i Nacka kommun i Södermanland och ingår i Norrström-Tyresåns kustområde. Sjön är 5,6 meter djup, har en yta på 0,077 kvadratkilometer och befinner sig 20,5 meter över havet. Vid Långsjön finns en badplats och runt sjön går ett 1,4 kilometer långt motionsspår.

## Långsjöns naturreservat
Långsjöns naturreservat är ett naturreservat i Nacka kommun. Reservatet som bildades år 2005 omfattar Långsjön och närmaste marken runt sjön. Naturreservatets totala area är cirka 23 ha därav landarea cirka 16 ha.

## Bilder

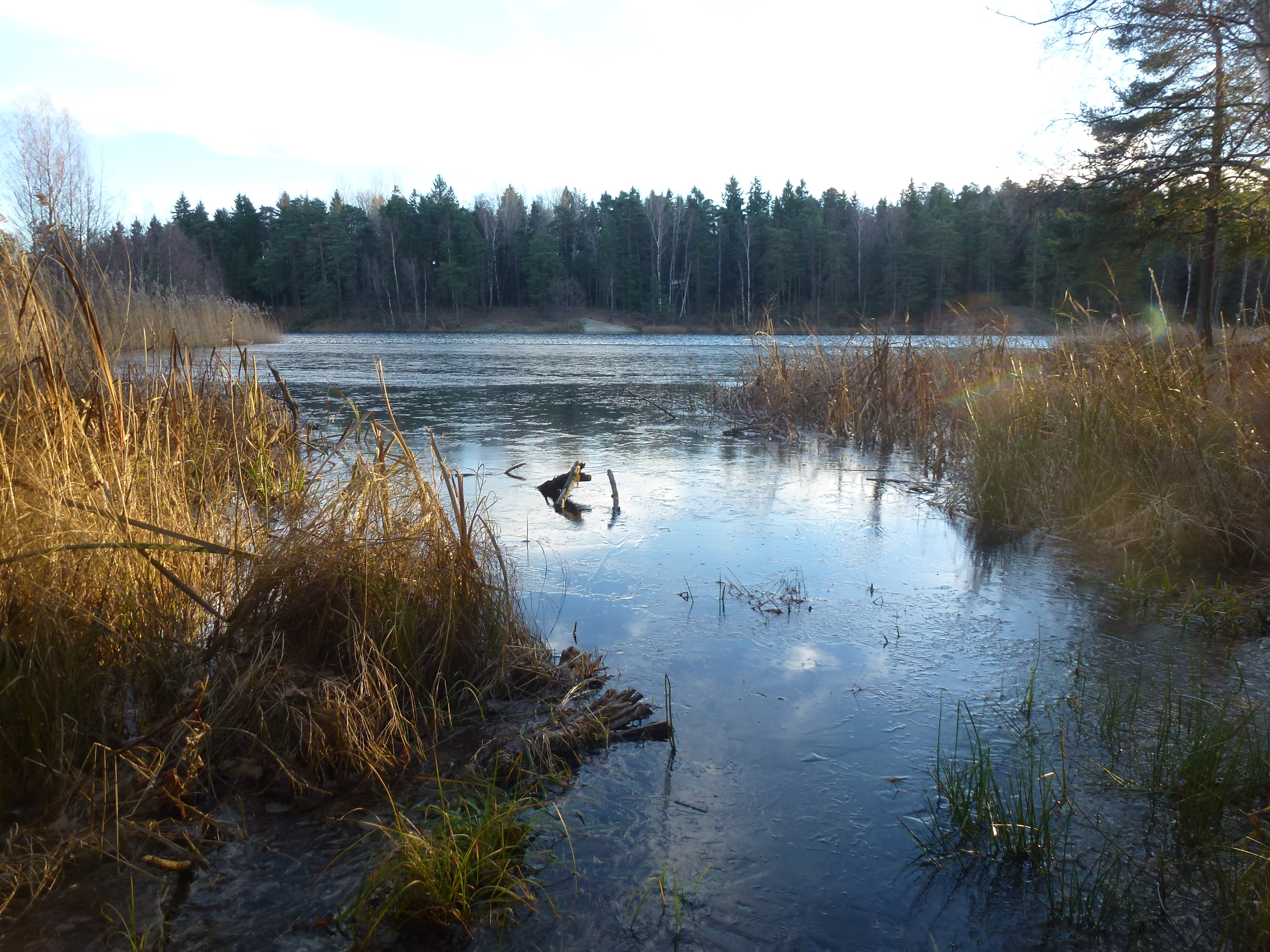
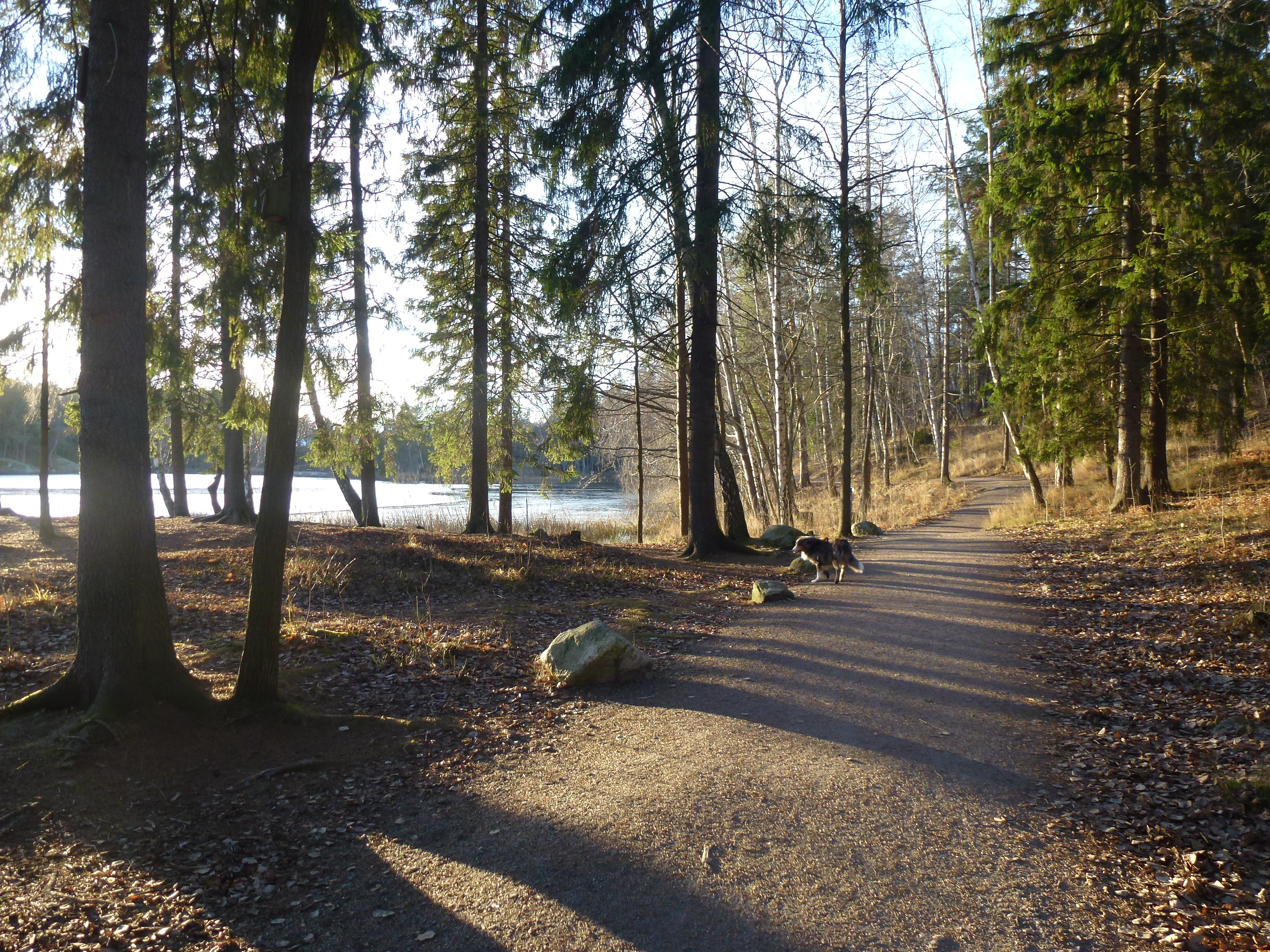
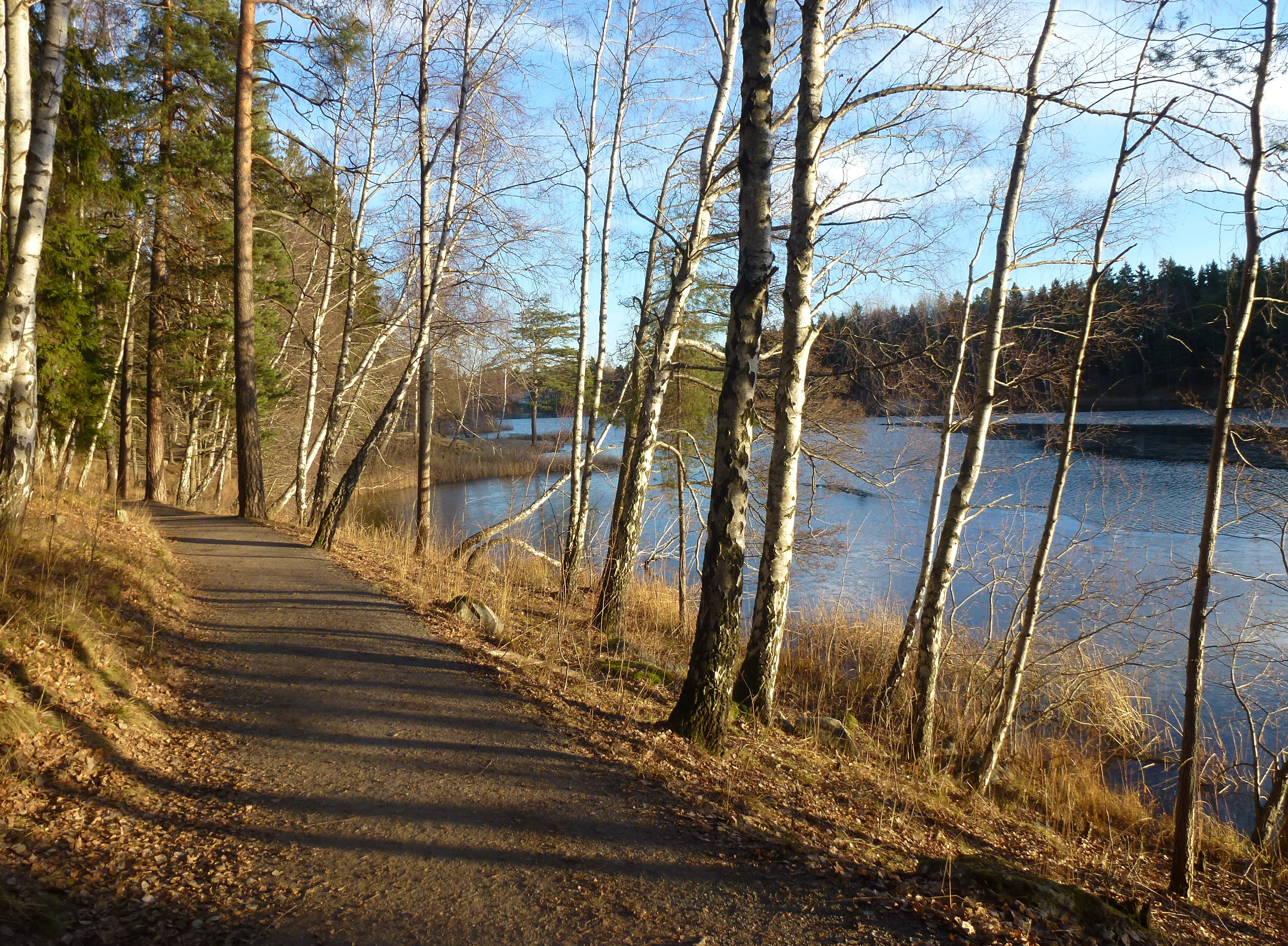

## Delavrinningsområde
Långsjön ingår i det delavrinningsområde (657723-163677) som SMHI kallar för Rinner mot Skurusundet. Medelhöjden är 33 meter över havet och ytan är 12,64 kvadratkilometer. Det finns inga avrinningsområden uppströms utan avrinningsområdet är högsta punkten. Avrinningsområdets utflöde mynnar i havet, utan att ha någon enskild mynningsplats. Avrinningsområdet består mestadels av skog (48 procent). Bebyggelsen i området täcker en yta av 5,79 kvadratkilometer eller 46 procent av avrinningsområdet.